# 洛佐韋 (赫梅利尼茨基區)

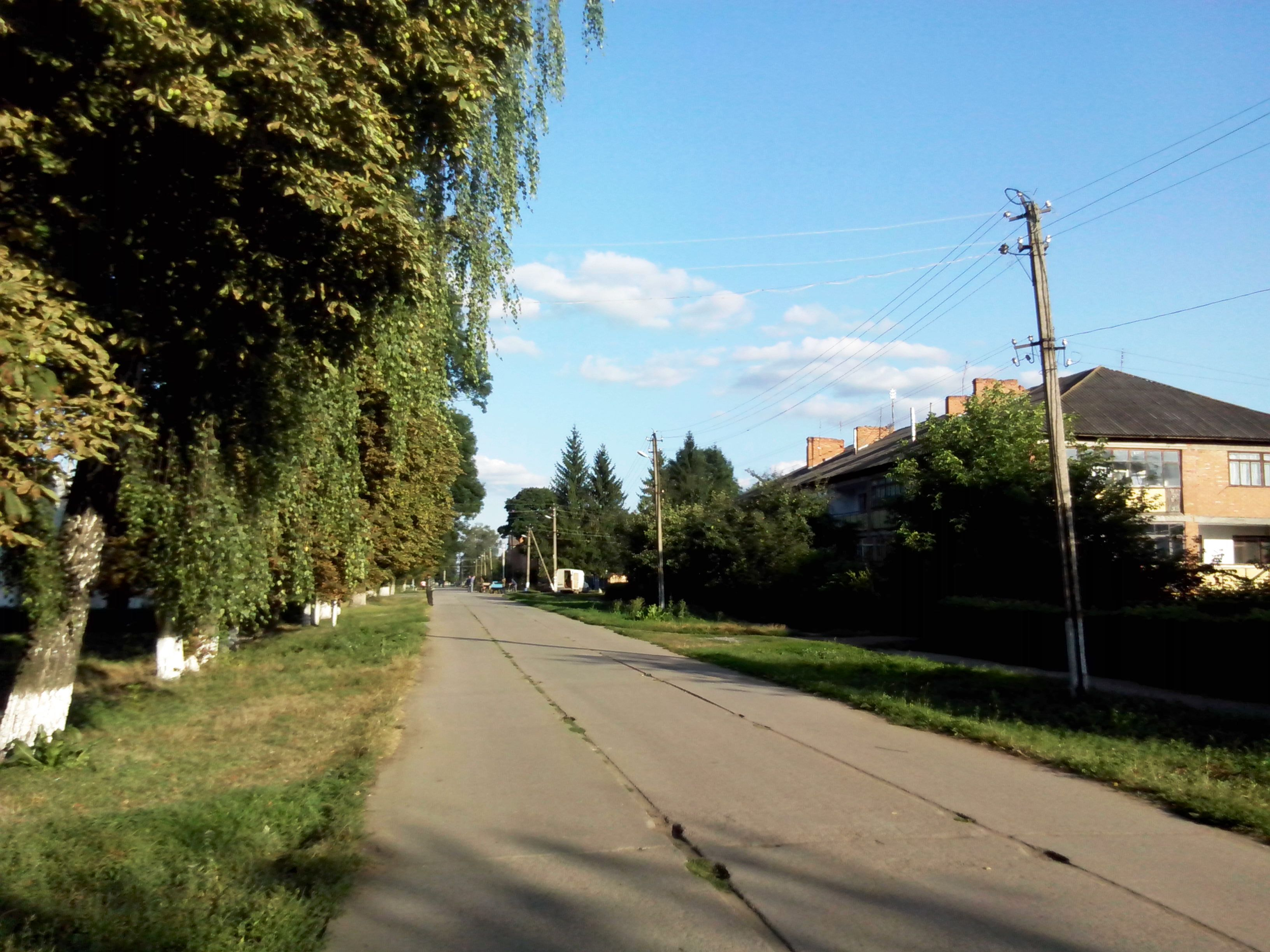

洛佐韋（烏克蘭語：Лозове），是烏克蘭西部赫梅利尼茨基州赫梅利尼茨基區傑拉日尼亞市鎮的城鎮。處於沃夫克河畔，分別距離赫梅利尼茨基32公里和傑拉日尼亞16公里，始建於1929年，海拔高度288米，2001年人口1,639。该地自1949年起改为现名及设为市级镇，自2024年起为城镇。